# Völs
Völs é um município da Áustria, situado no distrito de Innsbruck-Land, no estado do Tirol. Tem 5,62 km² de área e sua população em 2019 foi estimada em 6.844 habitantes.